# Nationaldivision 2003/04
Die Nationaldivision 2003/04 war die 90. Spielzeit der höchsten luxemburgischen Fußballliga.
Jeunesse Esch gewann den 27. Titel in der Vereinsgeschichte.

## Meisterschaftsformat
Die zwölf Teams spielten zuerst einen Grunddurchgang bestehend aus einer einfachen Hin- und Rückrunde. Danach traten die vier besten Teams im Meisterplayoff gegeneinander an. Die restlichen acht Mannschaften wurden in zwei Gruppen aufgeteilt und spielten um den Klassenerhalt. Die Ergebnisse aus dem Grunddurchgang wurden dabei jeweils mitgenommen.
Jede dieser drei Gruppen wurde wieder in einer Hin- und Rückrunde ausgetragen. Die beiden Letzten der Abstiegsgruppen stiegen in die Ehrenpromotion ab.

## Grunddurchgang

### Tabelle
| Pl. | Verein                 | Sp. | S  | U | N  | Tore    | Diff. | Punkte |
| --- | ---------------------- | --- | -- | - | -- | ------- | ----- | ------ |
| 1.  | Jeunesse Esch          | 22  | 19 | 1 | 2  | 056:130 | +43   | 58     |
| 2.  | F91 Düdelingen         | 22  | 14 | 4 | 4  | 052:190 | +33   | 46     |
| 3.  | Etzella Ettelbrück (N) | 22  | 12 | 8 | 2  | 056:290 | +27   | 44     |
| 4.  | CS Grevenmacher (M, P) | 22  | 11 | 3 | 8  | 047:330 | +14   | 36     |
| 5.  | Spora Luxemburg (N)    | 22  | 12 | 0 | 10 | 049:480 | +1    | 36     |
| 6.  | Union Luxemburg        | 22  | 9  | 5 | 8  | 031:210 | +10   | 32     |
| 7.  | Swift Hesperingen      | 22  | 8  | 1 | 13 | 028:410 | −13   | 25     |
| 8.  | Victoria Rosport       | 22  | 7  | 3 | 12 | 032:380 | −6    | 24     |
| 9.  | FC Avenir Beggen       | 22  | 5  | 5 | 12 | 020:460 | −26   | 20     |
| 10. | US Rumelange           | 22  | 4  | 6 | 12 | 028:550 | −27   | 18     |
| 11. | FC Monnerich           | 22  | 5  | 3 | 14 | 024:520 | −28   | 18     |
| 12. | FC Wiltz 71            | 22  | 5  | 3 | 14 | 020:480 | −28   | 18     |

| (M) | amtierender luxemburgischer Meister     |
| (P) | amtierender luxemburgischer Pokalsieger |
| (N) | Neuaufsteiger aus der Ehrenpromotion    |

### Kreuztabelle
| 2003/04 Grunddurchgang | JEU | F91 Düdelingen | Etzella Ettelbrück | GRE | Spora Luxemburg | Union Luxemburg | Swift Hesperingen | RSP | AVE | US Rümelingen | FC Monnerich | FC Wiltz 71 |
| ---------------------- | --- | -------------- | ------------------ | --- | --------------- | --------------- | ----------------- | --- | --- | ------------- | ------------ | ----------- |
| Jeunesse Esch          |     | 1:1            | 1:3                | 3:0 | 5:0             | 1:0             | 3:0               | 3:1 | 8:0 | 2:1           | 1:0          | 3:0         |
| F91 Düdelingen         | 1:2 |                | 1:1                | 1:2 | 2:0             | 1:0             | 4:0               | 2:0 | 8:1 | 5:0           | 2:0          | 3:0         |
| Etzella Ettelbrück     | 3:0 | 1:1            |                    | 2:2 | 3:6             | 0:0             | 3:1               | 1:0 | 1:1 | 3:0           | 8:2          | 6:2         |
| CS Grevenmacher        | 0:2 | 2:1            | 2:2                |     | 8:1             | 4:2             | 4:0               | 1:4 | 1:1 | 1:0           | 5:0          | 3:1         |
| Spora Luxemburg        | 0:2 | 2:3            | 4:3                | 3:1 |                 | 2:1             | 1:2               | 2:1 | 3:1 | 2:0           | 4:1          | 1:2         |
| Union Luxemburg        | 0:4 | 1:1            | 0:1                | 3:0 | 3:1             |                 | 2:0               | 4:0 | 0:1 | 4:1           | 0:0          | 4:0         |
| Swift Hesperingen      | 1:2 | 1:3            | 0:2                | 1:2 | 3:2             | 0:3             |                   | 0:1 | 5:2 | 1:1           | 1:0          | 3:0         |
| Victoria Rosport       | 0:1 | 1:2            | 1:2                | 3:2 | 2:4             | 0:1             | 2:1               |     | 1:1 | 8:2           | 1:3          | 2:0         |
| FC Avenir Beggen       | 0:1 | 3:2            | 0:3                | 1:0 | 1:2             | 0:1             | 0:2               | 1:1 |     | 2:2           | 2:0          | 0:2         |
| US Rumelange           | 1:4 | 0:1            | 3:3                | 0:4 | 1:5             | 1:1             | 3:1               | 3:0 | 1:0 |               | 2:2          | 3:2         |
| FC Monnerich           | 0:4 | 0:4            | 1:4                | 2:1 | 1:3             | 2:0             | 1:3               | 2:3 | 0:1 | 2:2           |              | 3:0         |
| FC Wiltz 71            | 1:3 | 1:3            | 1:1                | 0:2 | 2:1             | 1:1             | 0:2               | 0:0 | 2:1 | 2:1           | 1:2          |             |

## Playoffs

### Meisterplayoff

#### Abschlusstabelle
| Pl. | Verein                 | Sp. | S  | U | N  | Tore    | Diff. | Punkte |
| --- | ---------------------- | --- | -- | - | -- | ------- | ----- | ------ |
| 1.  | Jeunesse Esch          | 28  | 22 | 2 | 4  | 070:230 | +47   | 68     |
| 2.  | F91 Düdelingen         | 28  | 18 | 5 | 5  | 062:260 | +36   | 59     |
| 3.  | Etzella Ettelbrück (N) | 28  | 13 | 9 | 6  | 063:410 | +22   | 48     |
| 4.  | CS Grevenmacher (M, P) | 28  | 13 | 4 | 11 | 056:440 | +12   | 43     |

| (M) | amtierender luxemburgischer Meister     |
| (P) | amtierender luxemburgischer Pokalsieger |
| (N) | Neuaufsteiger aus der Ehrenpromotion    |

#### Kreuztabelle
| 2003/04 Meisterplayoff | JEU | F91 Düdelingen | Etzella Ettelbrück | GRE |
| ---------------------- | --- | -------------- | ------------------ | --- |
| Jeunesse Esch          |     | 1:2            | 4:1                | 2:0 |
| F91 Düdelingen         | 3:2 |                | 0:0                | 2:1 |
| Etzella Ettelbrück     | 2:3 | 2:0            |                    | 1:3 |
| CS Grevenmacher        | 2:2 | 1:3            | 2:1                |     |

### Abstiegsplayoff Gruppe A

#### Abschlusstabelle
| Pl. | Verein              | Sp. | S  | U | N  | Tore    | Diff. | Punkte |
| --- | ------------------- | --- | -- | - | -- | ------- | ----- | ------ |
| 1.  | Spora Luxemburg (N) | 28  | 14 | 2 | 12 | 056:570 | −1    | 44     |
| 2.  | Swift Hesperingen   | 28  | 10 | 2 | 16 | 034:470 | −13   | 32     |
| 3.  | FC Avenir Beggen    | 28  | 7  | 7 | 14 | 028:540 | −26   | 28     |
| 4.  | FC Monnerich        | 28  | 7  | 6 | 15 | 032:580 | −26   | 27     |

| (N) | Neuaufsteiger aus der Ehrenpromotion |

#### Kreuztabelle
| 2003/04 Abstiegsplayoff A | Spora Luxemburg | Swift Hesperingen | AVE | FC Monnerich |
| ------------------------- | --------------- | ----------------- | --- | ------------ |
| Spora Luxemburg           |                 | 1:1               | 1:2 | 1:1          |
| Swift Hesperingen         | 1:2             |                   | 2:0 | 2:0          |
| FC Avenir Beggen          | 1:2             | 2:0               |     | 2:2          |
| FC Monnerich              | 3:0             | 1:0               | 1:1 |              |

### Abstiegsplayoff Gruppe B

#### Abschlusstabelle
| Pl. | Verein           | Sp. | S  | U | N  | Tore    | Diff. | Punkte |
| --- | ---------------- | --- | -- | - | -- | ------- | ----- | ------ |
| 1.  | Union Luxemburg  | 28  | 11 | 6 | 11 | 044:310 | +13   | 39     |
| 2.  | Victoria Rosport | 28  | 9  | 4 | 15 | 038:500 | −12   | 31     |
| 3.  | FC Wiltz 71      | 28  | 7  | 7 | 14 | 031:540 | −23   | 28     |
| 4.  | US Rumelange     | 28  | 6  | 8 | 14 | 037:660 | −29   | 26     |

#### Kreuztabelle
| 2003/04 Abstiegsplayoff B | Union Luxemburg | RSP | FC Wiltz 71 | US Rümelingen |
| ------------------------- | --------------- | --- | ----------- | ------------- |
| Union Luxemburg           |                 | 3:0 | 1:1         | 4:1           |
| Victoria Rosport          | 3:2             |     | 0:4         | 1:3           |
| FC Wiltz 71               | 3:2             | 0:0 |             | 2:2           |
| US Rumelange              | 2:1             | 0:2 | 1:1         |               |

## Torschützenliste
| Pl. | Name                 | Team               | Tore |
| --- | -------------------- | ------------------ | ---- |
| 01. | José Gomes Andrade   | Spora Luxemburg    | 24   |
| 02. | Patrick Grettnich    | Etzella Ettelbrück | 21   |
| 03. | Daniel Huss          | CS Grevenmacher    | 17   |
| 04. | Frédéric Cicchirillo | F91 Düdelingen     | 16   |
| 05. | Philippe Dillmann    | US Rumelange       | 15   |
| 06. | Luc Mischo           | Etzella Ettelbrück | 14   |
| 07. | Tomasz Gruszczyński  | F91 Düdelingen     | 13   |
| 07. | Aldino Medina        | FC Avenir Beggen   | 13   |
| 07. | Sacha Schneider      | Jeunesse Esch      | 13   |
| 07. | Ahmed Zerrouki       | CS Grevenmacher    | 13   |